# پاراتا
پاراتا (به لاتین: Paerata) یک منطقهٔ مسکونی در نیوزیلند است که در Pukekohe واقع شده‌است.